# Kozarevo, Iambol
Kozarevo (în bulgară Козарево) este un sat în comuna Tundja, regiunea Iambol,  Bulgaria. 

## Demografie
Componența etnică a satului Kozarevo
     Romi (23,52%)
     Bulgari (74,68%)
     Nicio identificare (1,02%)
     Altele (0,76%)
La recensământul din 2011, populația satului Kozarevo era de 391 locuitori. Din punct de vedere etnic, majoritatea locuitorilor (74,68%) erau bulgari, cu o minoritate de romi (23,52%). Pentru 1,02% din locuitori nu este cunoscută apartenența etnică.